# Grand Prix de la Côte d'Azur
Le Grand Prix de la Côte d'Azur, en italien Gran Premio Costa Azzurra, est une course hippique de trot attelé se déroulant en Italie, sur l'hippodrome de Vinovo à Turin.
Créée en 1963, c'est une épreuve internationale de Groupe I qui se court en avril, réservée aux chevaux de 5 ans et plus, sur une distance de 1 600 mètres, départ à l'autostart. La dotation s'élève à 154 000 €. 

## Palmarès
| Année | Vainqueur             | Pays              | Père              | Driver                     | Entraîneur                 | Deuxième           | Troisième          | Réd.km |
| ----- | --------------------- | ----------------- | ----------------- | -------------------------- | -------------------------- | ------------------ | ------------------ | ------ |
| 2025  | Dany Capar            | Italie            | Exploit Caf       | Gabriele Gelormini         | Alessandro Gocciadoro      | Always Ek          | Chance Ek          | 1'10"9 |
| 2024  | Banderas Bi           | Italie            | Ganymède          | Antonio Velotti            | Alessandro Gocciadoro      | Always Ek          | Daughter As        | 1'11"8 |
| 2023  | Vivid Wise As         | Italie            | Yankee Glide      | Matthieu Abrivard          | Alessandro Gocciadoro      | Capital Mail       | Zacon Gio          | 1'11"1 |
| 2022  | Vernissage Grif       | Italie            | Varenne           | Alessandro Gocciadoro      | Alessandro Gocciadoro      | Blackflash Bar     | Zacon Gio          | 1'10"9 |
| 2021  | Billie de Montfort    | France            | Jasmin de Flore   | Gabriele Gelormini         | Sébastien Guarato          | Zaccaria Bar       | Amon You Sm        | 1'11"1 |
| 2020  | Cokstile              | Italie            | Quite Easy        | Antonio di Nardo           | Gennaro Casillo            | Zacon Gio          | Vitruvio           | 1'11"2 |
| 2019  | Arazi Boko            | Italie            | Varenne           | Alessandro Gocciadoro      | Alessandro Gocciadoro      | Bel Avis           | Victor Ferm        | 1'11"4 |
| 2018  | Tamure Roc            | Italie            | Exploit Caf       | Santo Mollo                | Fausto Barelli             | Timone Ek          | Turno di Azzura    | 1'14"1 |
| 2017  | Un Mec d'Héripré      | France            | Orlando Vici      | Jos Verbeeck               | Fabrice Souloy             | Ringostarr Treb    | Timone Ek          | 1'11"8 |
| 2016  | Pascia'Lest           | Italie            | Varenne           | Pietro Gubellini           | Fabrice Souloy             | Princess Grif      | Peace of Mind      | 1'11"3 |
| 2015  | Pace del Rio          | Italie            | Varenne           | Santo Mollo                | Massimo Finetti            | Napoleon Bar       | Rue du Bac         | 1'12"2 |
| 2014  | Napoleon Bar          | Italie            | Varenne           | Enrico Bellei              | Fabrice Souloy             | Mack Grace SM      | Owen CR            | 1'11"3 |
| 2013  | Mack Grace SM         | Italie            | CC's Chuckie T    | Roberto Andreghetti        | Lucio Colletti             | Orsia              | Mirtillo Rosso     | 1'11"8 |
| 2012  | Napoleon Bar          | Italie            | Varenne           | Enrico Bellei              | Fabrice Souloy             | Newyork Newyork    | Martina Grif       | 1'12"  |
| 2011  | Lisa America          | Italie            | Varenne           | Torbjörn Jansson           | Jerry Riordan              | Look Mp            | Merckx Ok          | 1'12"5 |
| 2010  | La Dany Bar           | Italie            | Love You          | Marco Smorgon              | Marco Smorgon              | Livenza            | Lisa America       | 1'11"5 |
| 2009  | Opal Viking           | Suède             | Turnpike Taylor   | Jorma Kontio               | Nils Enqvist               | Gorniz             | Ismos FP           | 1'12"8 |
| 2008  | Gorniz                | Italie            | Ganymède          | Gennaro Casillo            | Claus Ernst Hollmann       | Genarelay Like     | Filipp Roc         | 1'12"3 |
| 2007  | Frisky Bieffe         | Italie            | Indro Park        | Pietro Gubellini           | Edoardo Gubellini          | El Niño            | Was It A Dream     | 1'12"8 |
| 2006  | Smashing Victory      | Suède             | Smasher           | Björn Goop                 | Olle Goop                  | Ludo de Castelle   | Early Maker        | 1'12"6 |
| 2005  | Gigant Neo            | Suède             | Super Arnie       | Jos Verbeeck               | Stefan Melander            | Prime Prospect     | Pegasus Boko       | 1'12"  |
| 2004  | Prime Prospect        | États-Unis        | Primrose Lane     | Enrico Bellei              | Holger Ehlert              | Civil Action       | Freiherr As        | 1'12"3 |
| 2003  | Brandy Dei Fiori      | Italie            | Waikiki Beach     | Fabrizio Ciulla            | Moreno Monti               | Boss di Jesolo     | Allison Hollow     | 1'13"9 |
| 2002  | Brad's Photo          | États-Unis        | SJ's Photo        | Enrico Bellei              | Holger Ehlert              | Zidane Om          | Arctic Star        | 1'14"  |
| 2001  | Uniforz               | Italie            | Crown's Cristy    | Andrea Guzzinati           | Giuseppe Guzzinati         | Presta Yankee      | Vidar              | 1'14"1 |
| 2000  | Moni Maker            | États-Unis        | Speedy Crown      | Jimmy Takter               | Jimmy Takter               | Tome de Sousa      | Kejsare Sund       | 1'12"7 |
| 1999  | Louise Laukko         | Finlande          | Fly Caster        | Jorma Kontio               | Anders Lindqvist           | Somolli Silvio     | Uniforz            | 1'13"6 |
| 1998  | Moni Maker            | États-Unis        | Speedy Crown      | Wally Hennessey            | Jimmy Takter               | Wesgate Crown      | Huxtable Hornline  | 1'14"1 |
| 1997  | Crowning Classic      | États-Unis        | Crowning Point    | Mauro Baroncini            | Walter Baroncini           | Triple T Storm     | Gum Ball           | 1'13"7 |
| 1996  | Crowning Classic      | États-Unis        | Crowning Point    | Mauro Baroncini            | Mauro Baroncini            | Lender Hanover     | Toss Out           | 1'12"4 |
| 1995  | Houston Laukko        | Finlande          | Choctaw Brave     | Jorma Kontio               | Pekka Yli-Houhala          | Ina Scot           | Toss Out           | 1'13"6 |
| 1994  | Uconn Don             | États-Unis        | Super Bowl        | Andrea Baveresi            | Andrea Baveresi            | McCluckey          | Mint di Iesolo     | 1'13"2 |
| 1993  | Columnist             | États-Unis        | Speedy Crown      | Giuseppe Guzzinati         | Giuseppe Guzzinati         | Invredible D.J.    | Uconn Don          | 1'13"  |
| 1992  | Atas Fighter L.       | Suède             | Quick Pay         | Jim Frick                  | Torbjörn Jansson           | Peace Corps        | Invredible D.J.    | 1'14"1 |
| 1991  | Peace Corps           | États-Unis        | Baltic Speed      | Stig H. Johansson          | Stig H. Johansson          | Yourworstnightmare | Miss Baltic        | 1'13"5 |
| 1990  | Friendly Face         | États-Unis        | Speedy Somolli    | Pekka Korpi                | Pekka Korpi                | Power              | Hollyhurst         | 1'13"8 |
| 1989  | Hollyhurst            | États-Unis        | Florida Pro       | Lorenzo Baldi              | Giancarlo Baldi            | Feystongal         | Indus              | 1'15"2 |
| 1988  | Hollyhurst            | États-Unis        | Florida Pro       | Giancarlo Baldi            | Giancarlo Baldi            | Kenvil             | Pay Nibs           | 1'14"8 |
| 1987  | Esotico Prad          | Italie            | Sharif di Iesolo  | Giuseppe Guzzinati         | Giuseppe Guzzinati         | Host of Waverly    | Newmarket S.       | 1'13"9 |
| 1986  | Glenn Kosmos          | États-Unis        | Speedy Crown      | Ilkka Korpi                | Pekka Korpi                | Blim               | Evita Broline      | 1'15"  |
| 1985  | The Onion             | Suède             | Quick Pay         | Stig H. Johansson          | Stig H. Johansson          | Classy Rogue       | Evita Broline      | 1'14"1 |
| 1984  | U.S.Thor Viking       | États-Unis        | Nevele Pride      | William Casoli             | William Casoli             | The Onion          | Noble du Pont      | 1'15"  |
| 1983  | Ghendero              | Italie            | Sharif di Iesolo  | Giuseppe Rossi             | Giuseppe Rossi             | Idéal du Gazeau    | Song and Dance Man | 1'15"2 |
| 1982  | Hêtre Vert            | France            | Sabi Pas          | Enzo Malvicini             | Enzo Malvicini             | Ghendero           | Zebu               | 1'16"1 |
| 1981  | Idéal du Gazeau       | France            | Alexis III        | Eugène Lefèvre             | Eugène Lefèvre             | Gibson             | Contingent See     | 1'15"2 |
| 1980  | Idéal du Gazeau       | France            | Alexis III        | Eugène Lefèvre             | Eugène Lefèvre             | Song and Dance Man | The Last Hurrah    | 1'15"6 |
| 1979  | The Last Hurrah       | États-Unis        | Ayres             | Vivaldo Baldi              | Vivaldo Baldi              | Granit             | Hillion Brillouard | 1'14"4 |
| 1978  | The Last Hurrah       | États-Unis        | Ayres             | Vivaldo Baldi              | Vivaldo Baldi              | Granit             | Quick Hollandia    | 1'15"8 |
| 1977  | Waymaker              | États-Unis        | Star's Pride      | Giovanni Ceccato           | Giovanni Ceccato           | Dauga              | Franca Maria       | 1'15"5 |
| 1976  | Bellino II            | France            | Boum III          | Jean-René Gougeon          | Jean-René Gougeon          | Wayne Eden         | Dimitria           | 1'14"5 |
| 1975  | Dimitria              | France            | Mario             | Léopold Verroken           | Léopold Verroken           | Wayne Eden         | Timothy T          | 1'15"8 |
| 1974  | Top Hanover           | États-Unis        | Ayres             | Gerhard Krüger             | Gerhard Krüger             | Bébé du Parnasse   | Balade Royale      | 1'17"2 |
| 1973  | Carosio               | Italie            | Hurst Hanover     | Giancarlo Baldi            | Giancarlo Baldi            | Latest Record      | Top Hanover        | 1'16"4 |
| 1972  | Dart Hanover          | États-Unis        | Hoot Mon          | Berndt Lindstedt           | Berndt Lindstedt           | Keystone Spartan   | Murray Mir         | 1'16"1 |
| 1971  | Une de Mai            | France            | Kerjacques        | Jean-René Gougeon          | Jean-René Gougeon          | Murray Mir         | Amazin Willie      | 1'18"7 |
| 1970  | Une de Mai            | France            | Kerjacques        | Jean-René Gougeon          | Jean-René Gougeon          | Dazzling Speed     | Dart Hanover       | 1'15"8 |
| 1969  | Tidalium Pelo         | France            | Jidalium          | Jean Mary                  | Jean Mary                  | Be Sweet           | Agaunar            | 1'16"3 |
| 1968  | Eileen Eden Roquépine | États-Unis France | Spectator Atus II | J. Frømming Henri Levesque | J. Frømming Henri Levesque |                    | Spin Speed         | 1'16"8 |
| 1967  | Roquépine             | France            | Atus II           | Henri Levesque             | Henri Levesque             | Lansing Hanover    | Pick Wick          | 1'17"2 |
| 1966  | Marengo Hanover       | États-Unis        | Hickory Smoke     | William Casoli             | Henri Levesque             | Oscar RL           | Petit Amoy F       | 1'17"2 |
| 1965  | Elma                  | États-Unis        | Hickory Smoke     | Johannes Frømming          | Johannes Frømming          | Behave             | Nike Hanover       | 1'16"1 |
| 1964  | Nixon                 | États-Unis        | Star's Pride      | Ermanno Lizzi              | Ermanno Lizzi              | Tercel             | Brogue Hanover     | 1'17"4 |
| 1963  | Firestar              | États-Unis        | Star's Pride      | Gioacchino Ossani          | Gioacchino Ossani          | Nike Hanover       | Ozo                | 1'17"4 |